# Ofenfabrik Netzband

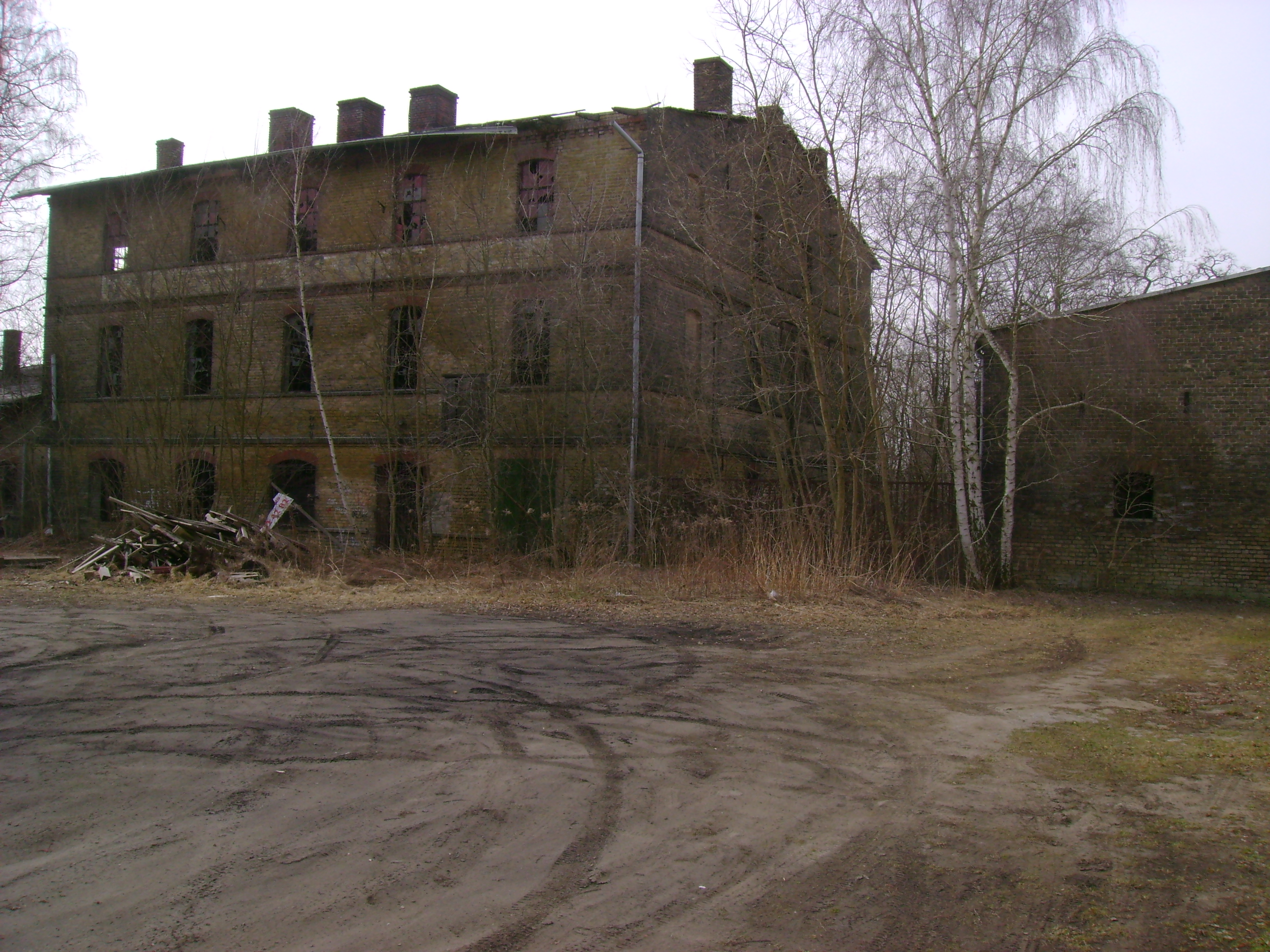
Ehemalige Ofenfabrik Netzband (2011).

Die Ofenfabrik Netzband ist ein Baudenkmal in der Stadt Velten im Landkreis Oberhavel im Land Brandenburg.

## Architektur und Geschichte
Das Gebäude, das als Ofenfabrik errichtet wurde, befindet sich in der Kreisbahnstraße 8 westlich des Bahnhofs. Es wurde von den Töpfern Gustav Netzband und Otto Köhler in Auftrag gegeben und 1900 fertiggestellt.
Das dreigeschossige Gebäude mit seinen fünf Achsen ist in Ziegelbauweise ausgeführt und besitzt ein Satteldach. Die Ofenfabrik wurde 1949 stillgelegt. Zurzeit besteht keine Nutzung des Gebäudes.